# Грей, Ричард, 3-й граф Танкервиль
Ричард Грей (англ. Richard Grey; 5 ноября 1436 — 17 декабря 1466) — английский аристократ, 3-й граф Танкервиль и 8-й барон Поуис с 1450 года. Участвовал в Войнах Алой и Белой розы на стороне Йорков.

## Биография
Ричард Грей принадлежал к старинному английскому роду французского происхождения, представители разных ветвей которого носили разные баронские титулы. Он был единственным сыном Генри де Грея, 2-го графа Танкервиля, и Антигоны (внебрачной дочери Хамфри Ланкастерского, герцога Глостера). После смерти отца в 1450 году Ричард унаследовал владения в северных графствах Англии и в Поуисе (Уэльс), а также права на французские земли, связанные с титулом графа Танкервиля. Эти права были утрачены к 1453 году, когда французы почти полностью вытеснили англичан с континента.
Ричарда ни разу не вызывали в парламент как лорда. При этом в 1455 году он участвовал в созванной королём Генрихом VI ассамблее и присягнул на верность монарху в качестве лорда Поуиса. В Войнах Алой и Белой розы Грей поддерживал Йорков: в частности, 12 октября 1459 года он был вместе с Ричардом, герцогом Йоркским, на Ладфордском мосту. Из-за этого в 1460 году Генрих VI конфисковал владения Грея и его графский титул (это должно было означать в том числе и утрату гипотетических прав на титул барона Поуиса). Снова поклявшись в верности, Ричард получил земли обратно, но позже вернулся на сторону Йорков.
В 1461 году, когда на трон взошел сын Ричарда Йоркского Эдуард IV, Грей стал управляющим замками Керри, Кедвеном и Монтгомери. Вместе с Ричардом Невиллом, 16-м графом Уориком, он осаждал замок Алник в ноябре 1462 года. Грей умер 17 декабря 1466 года.
Ричард Грей был женат на Маргарет Туше, дочери Джеймса Туше, 5-го барона Одли, и Алиеноры Холланд. В этом браке родились сын Джон (умер в 1497), который считается 1-м бароном Греем из Поуиса, и дочь Элизабет, жена сэра Джона Ладлоу. Маргарет пережила мужа и вступила во второй брак — с Роджером Воганом.